# Ay çöreği

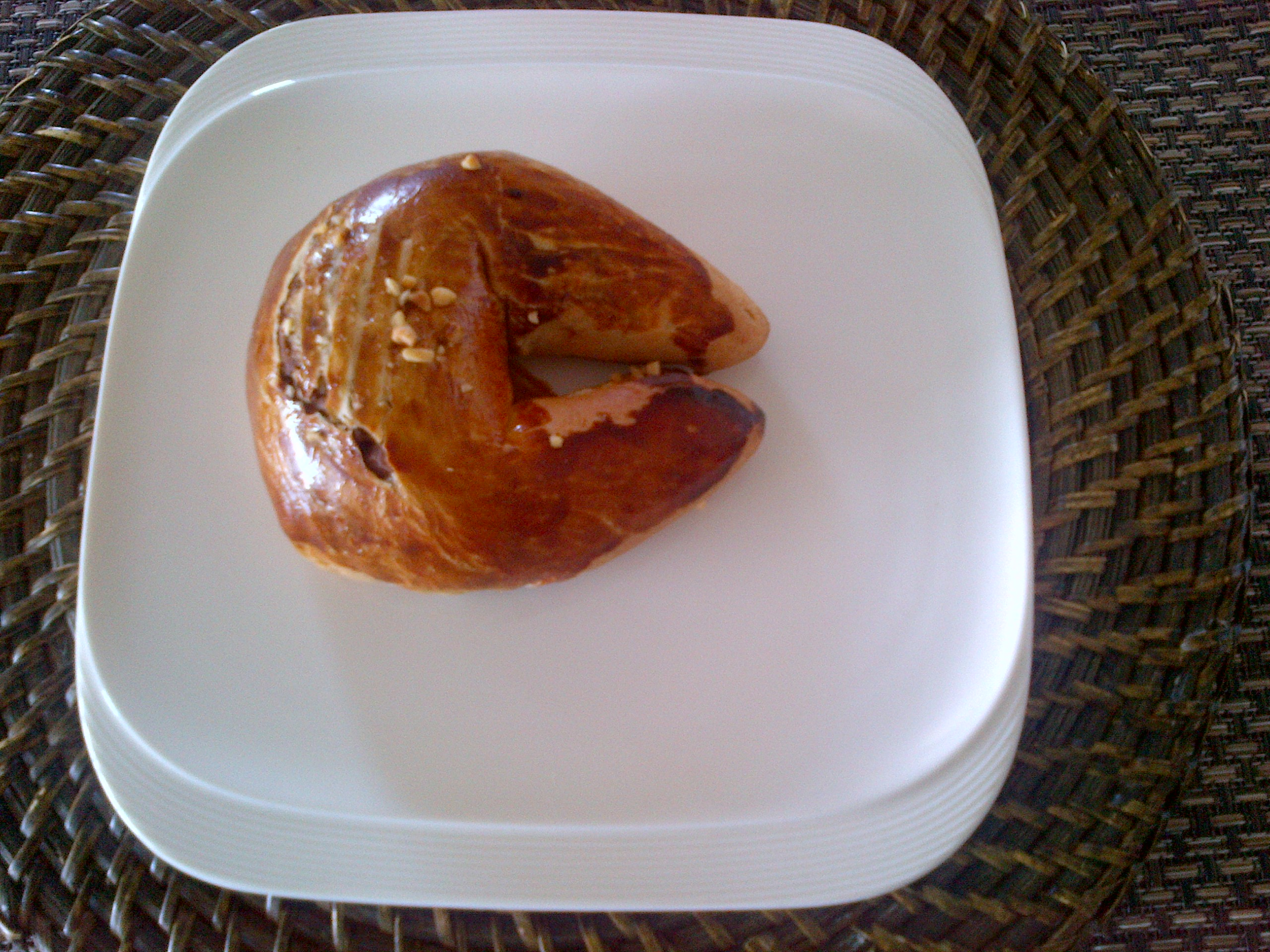
Ay çöreği, un dessert dans la cuisine turque qui aurait inspiré le croissant.

L'ay çöreği est un type de pâtisserie traditionnelle turque, en forme de croissant de lune qui est censé avoir inspiré le croissant.

## Étymologie
Ay signifie « lune » en turc, tandis que çörek signifie « pain rond », dans la même langue. Selon les règles de la grammaire turque, lorsque les deux mots sont écrits ensemble, ils sont convertis et deviennent ay çöreği.

## Variétés
Fabriqué à partir de farine de blé et fourré de cacao, de sucre et d'autres ingrédients tels que des raisins secs, des noix, des amandes ou des noisettes, l'ay çöreği est un pain sucré, semblable au kurabiye. Certaines recettes traditionnelles comprenaient l'épice nommée mahaleb, qui est difficile à trouver aujourd'hui. La cannelle, ou parfois l'anis, est presque toujours utilisée pour l'aromatisation.
Actuellement, il existe également des variétés salées remplies d'ingrédients tels que le fromage ou les épinards. Sa forme rappelle le croissant de la lune.